# Джессур (аеропорт)
Аеропорт Джессур (ІАТА: JSR, ІКАО: VGJR) (англ. — Jessore Airport) — аеропорт у Бангладеш, в місті Джессур.
Розташований на широті 23°11'01", довготі 89°09'39", висота над рівнем моря — 4 м.

## Авіакомпанії і міста призначення
- United Airways (Дака)
- GMG Airlines (Дака)
- Royal Bengal

| Прапор Бангладеш | Це незавершена стаття про Бангладеш. Ви можете допомогти проєкту, виправивши або дописавши її. |